# Skönhetens tårar
Skönhetens tårar är en novell av Carl Jonas Love Almqvist. Den ingår i band I av den så kallade imperialoktavupplagan av Törnrosens bok, vilket utkom 1839. Dock tillkom den betydligt tidigare, under förra hälften av 1820-talet. Berättelsen, som inom fiktionen framförs av Richard Furumo, är en kosmogoni, det vill säga beskriver hur världen blev till. Enligt Furumo ska världen ha uppstått genom att en flickas tår blandades med en droppe blod.